# Боровецкое
Борове́цкое (тат. Боровецкий) — микрорайон в составе Автозаводского района города Набережные Челны в Татарстане.
Ещё в начале 2000-х годов являлся селом в Тукаевском районе республики, после присоединения к городу получил адресное наименование микрорайон 50А, в обиходе именуется Боровецкое / микрорайон Боровецкое / село Боровецкое.

## Описание
Расположен на северной окраине города на левом берегу реки Шильны (по реке проходит граница городского округа) у места её впадения в Каму (Нижнекамское водохранилище).
Жилая часть состоит из частных домов с личным подворьем. Вытянут вдоль проспекта Чулман на 1,5 км. По проспекту напротив микрорайона расположены многоэтажные жилые кварталы.
По микрорайону проходят две параллельные улицы: Нижняя Боровецкая и Ленинградская, переходящая в Прибрежную. Их соединяют переулки Ивана Можарова и Свято-Вознесенский, на окраине есть отдельная улица Вознесенская.
Рядом на проспекте находятся остановки общественного транспорта «Профилакторий», «Боровецкое», «50-й комплекс».
В микрорайоне находится Вознесенская церковь — памятник архитектуры, построена в 1872-89 гг. на средства Д. И. Стахеева.
Близ микрорайона находится родник Боровецкие Ключи — памятник природы регионального значения (площадь охраняемой территории 5 га).
В 1 км к северу от микрорайона на правом берегу Шильны расположен Боровецкий лес — часть национального парка «Нижняя Кама».

## История
Село Боровецкое основано в XVII в., в дореволюционных источниках известно также под названием Вознесенское.
Жители относились к категории гос. крестьян, занимались земледелием, разведением скота, изготовлением телег и саней, пилкой леса, пчеловодством.
В начале XX в. в селе функционировали, земское училище, водяная мельница, винная и 3 бакалейные лавки. В этот период земельный надел сельской общины составлял 4520 десятин.
До 1920 относилось к Мензелинскому уезду Уфимской губернии (на 1879 год в Макарьевской волости). 
С 1920 в составе Мензелинского, с 1922 — Челнинского кантонов ТатАССР. С 10 августа 1930 в Тукаевском (Челнинском) районе. С начала 2000-х в составе г. Набережные Челны.

### Население
Число жителей: в 1724—219, в 1795—381 душа мужского пола; в 1859—1368, в 1897—1387, в 1913—1660, в 1920—1594, в 1926—1362, в 1938—749, в 1949—593, в 1958—398, в 1970—654, в 1979—576, в 1989—205, в 2002—121 человек.